# Hirzen Pavillon

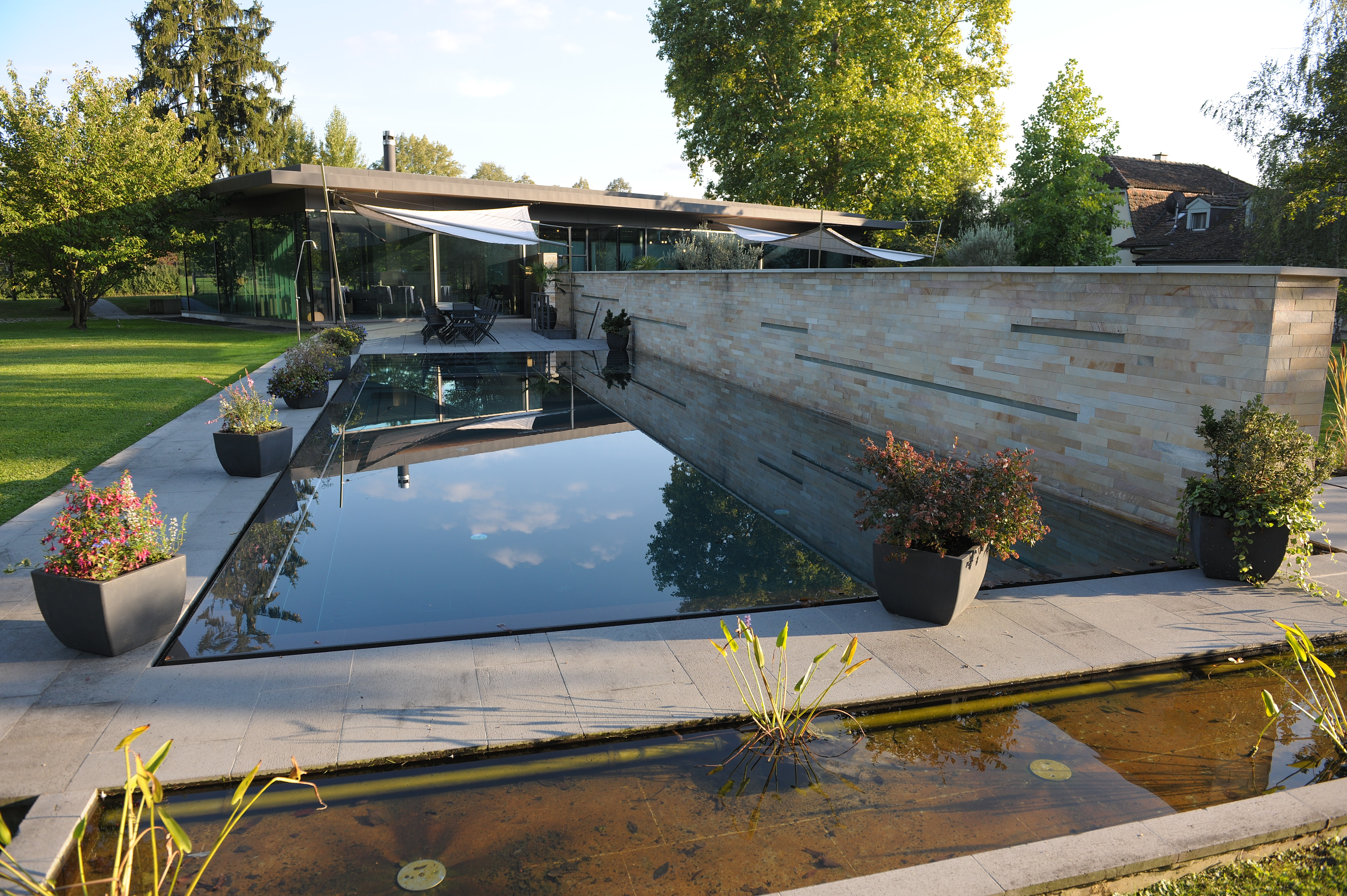
Blick über das Schwimmbad zum Hirzen Pavillon

Der Hirzen Pavillon ist ein zweigeschossiger Glasbau auf dem privaten Grundstück Bäumlihof in Riehen bei Basel. Er wurde 2003 als Veranstaltungsort eröffnet und schloss Ende 2012 für die Öffentlichkeit seine Tore.

## Geschichte

### Die Umgebung und deren Entwicklung

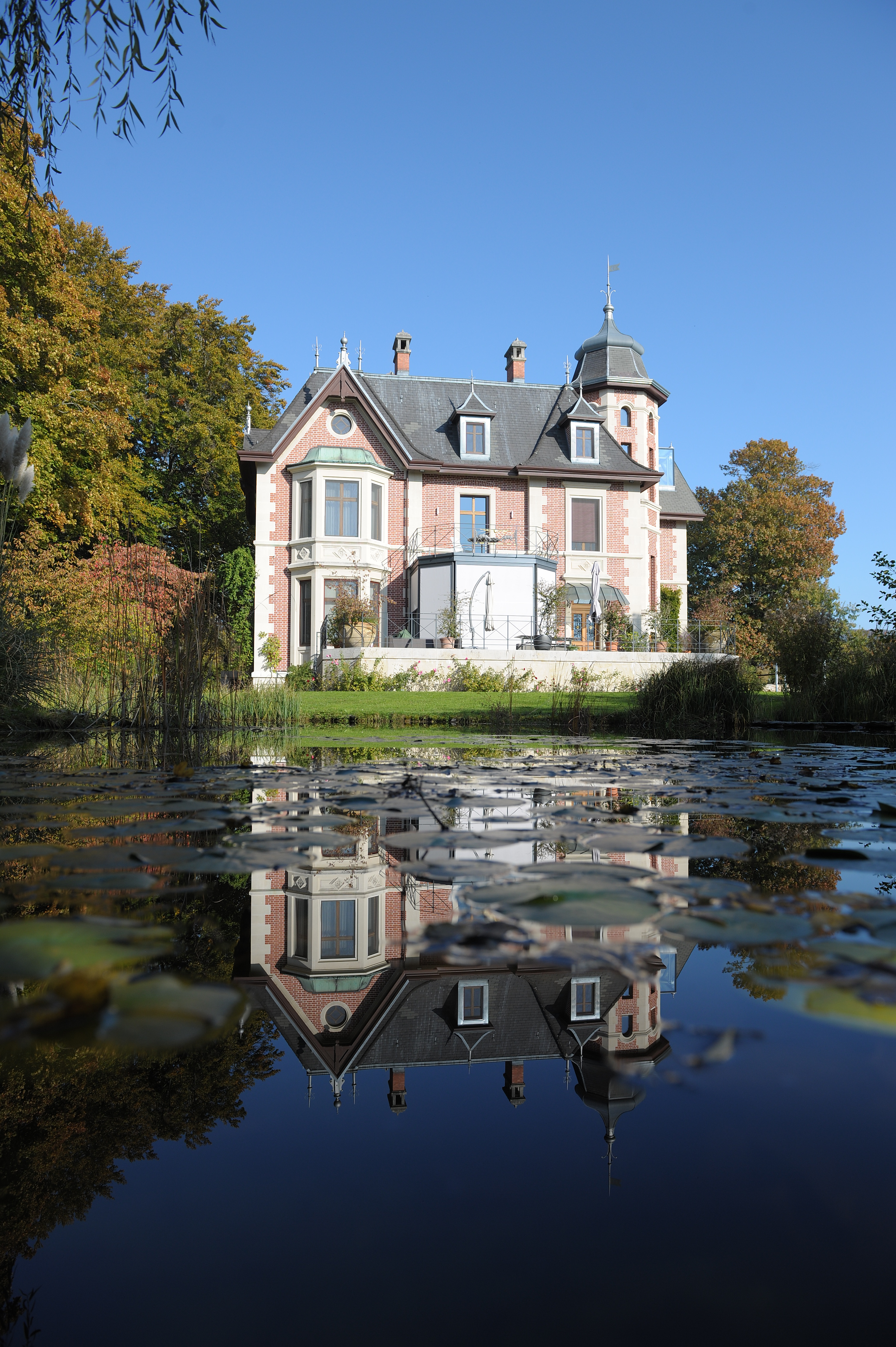
Die Villa zu den Hirzen

Der Hirzen Pavillon befindet sich auf dem Landgut Bäumlihof, seit Anfang des 18. Jahrhunderts auch Klein-Riehen genannt. Das Anwesen ging aus einem Rebgut des Klosters Klingental hervor und war seit spätestens 1575 in privatem Besitz. Das erste Gebäude – ein Rebhäuslein – kam in der zweiten Hälfte des 17. Jahrhunderts darauf zu stehen. Wenige Jahre später, 1686, folgte das erste Wohnhaus, gebaut von Samuel Burckhardt-Parcus. Seit damals erbte sich das Landgut mehrheitlich in den Familien Burckhardt, Merian und Geigy fort. Nach verschiedenen Landkäufen und Erweiterungsbauten am Wohnhaus wurde der Bäumlihof zu einem repräsentativen und luxuriösen grossbürgerlichen Sommersitz mitsamt landwirtschaftlichem Betrieb. Hierzu hat vor allem der wohlhabende Basler Samuel Burckhardt-Zäslin beigetragen, der im grossen Stil umbaute. 1735 liess er einen barocken Französischen Garten vor den Toren der Wohn- und Ökonomiegebäude sowie als Zufahrt von der Stadt eine Lindenallee – die heutige Kleinriehen-Promenade – erstellen. 1738 folgte der Bau eines Gartensaals für Festlichkeiten an der vorderen Ecke des Hofs.
1802 wurde der Französische Garten im Auftrag des damaligen Gutsbesitzers Samuel Merian-Kuder in einen Englischen Landschaftspark umgewandelt. Der Gärtner Johann Michael Zeyher realisierte diesen innerhalb des regelmässigen Grundrisses des Barockgartens und behielt die den Garten umrahmenden Alleen bei. Zu dieser Zeit umfasste das Bäumlihofgut Landbesitz bis ans Rheinufer. Ab 1842 gehörte das Bäumlihofgut Samuel Merian-Merian. Er liess die dem Gartensaal gegenüberliegende Scheune abreissen und ersetzte sie durch eine Orangerie; ausserdem schuf er einen Hirschpark mit Damhirschen.
Der neue Besitzer ab 1865, Johann Rudolf Geigy-Merian, liess den Gartensaal in neubarockem Stil umgestalten und mit einer Stuckmarmorfassade versehen. 1876 bis 1878 liess er durch Johann Jakob Stehlin der Jüngere ein grosses repräsentatives Herrschaftshaus bauen, das 1951 allerdings abgerissen wurde, um dem ursprünglichen Charakter des Bäumlihofguts wieder näherzukommen. 1891 liess Geigy von Fritz Stehlin beim Hirschpark ein neues Haus für seinen ältesten Sohn erstellen, die Villa zu den Hirzen.
Nach dem Tod von Helene Geigy-Schlumberger 1947 wurden das Land und die Gebäude unter den Familien und deren Nachkommen aufgeteilt. Den westlichen Teil mit der Villa zu den Hirzen bewohnte fortan Familie Geigy; den älteren Teil mit dem Landschaftsgarten Familie Vischer. Den nordöstlichen Teil des Bäumlihofgebiets kaufte die Stadt Basel. Nach dem Abriss des grossen Herrschaftshauses 1951 erhielten die rund 15 Hirsche ein Blockhaus als Unterkunft. Das Gitter des Geheges wurde durch einen Graben ersetzt, was die Illusion verstärkte, die Tiere bewegten sich frei im Park.

### Vom Hirschgehege zum Pavillon
Nach dem Tod des damaligen Eigentümers Rudolf Geigy 1995 übernahm dessen Sohn J. Rudolf Geigy den westlichen Teil des Bäumlihofguts. 1996 wurde die Aufgabe des Hirschparks beschlossen, dessen Tiere überzüchtet waren. Eine Erneuerung der Herde und Anlage wäre nötig gewesen. Stattdessen plante das Ehepaar J. Rudolf und Elizabeth Geigy etwas Neues: einen Vortrags- und Konzert-Pavillon zur öffentlichen Nutzung. „Es sollte ein besonderer Ort sein; erfrischend und neu“, so J. Rudolf Geigy. 2003 wurde der „Hirzen Pavillon“, benannt nach den Hirschen, die sich zuvor an diesem Ort tummelten, in Anwesenheit von Gästen feierlich eröffnet.
In den folgenden zehn Jahren erweiterte sich das Veranstaltungsprogramm; Kunstrichtungen wurden kombiniert und Nachwuchsförderprogramme entwickelt. Gleichzeitig mit der Verwirklichung der Vision des Neuen stellte sich Geigy mit dem Hirzen Pavillon und dem Zugänglichmachen des privaten Grundstücks für die Öffentlichkeit in die Tradition der Gastfreundschaft, wie sie auf dem Bäumlihof insbesondere von Samuel Merian-Kuder und Johann Rudolf Geigy-Merian schon gepflegt wurde. Ende 2012 wurde der Hirzen Pavillon für die Öffentlichkeit geschlossen.

## Zweck und Nutzung

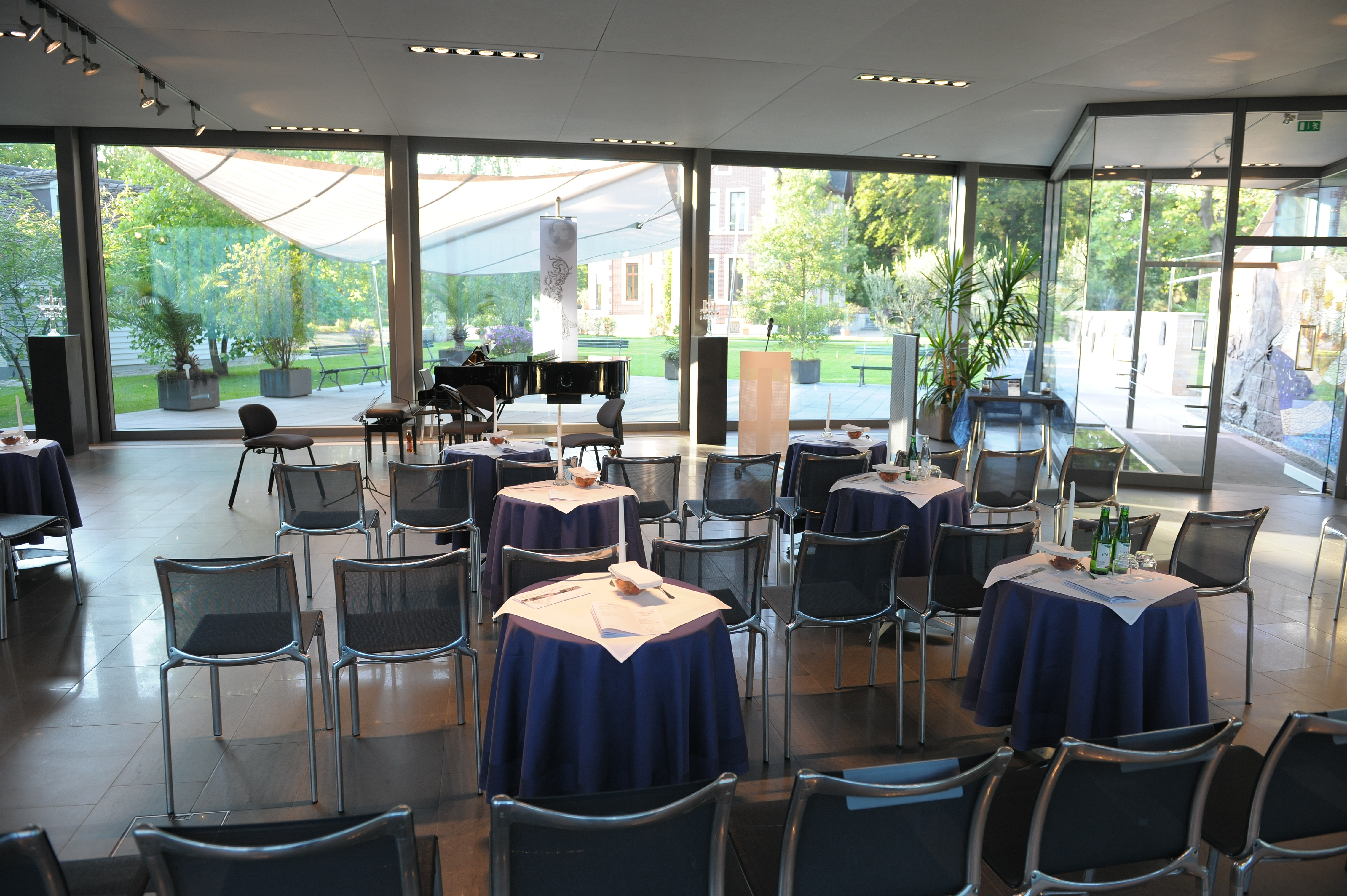
Konzertsaal des Hirzen Pavillons mit Blick auf den Garten und die Villa zu den Hirzen

### Vermietung
Der Hirzen Pavillon, ausgestattet mit moderner Veranstaltungstechnik sowie Konzertflügel, konnte von Firmen, Privaten und Veranstaltern für verschiedene Arten von Anlässen gemietet werden. Es fanden zahlreiche Tagungen und Management-Meetings der Basler Pharma- und Chemiefirmen, Fotoshootings verschiedener Design- und Einrichtungshäuser sowie Konzerte statt, unter anderem im Rahmen des Basler Festivals „les muséiques – Musik im Museum“. Der Hirzen Pavillon wurde für Hochzeiten gemietet, Das Modehaus Versace mietete Park und Räumlichkeiten für eine Präsentation während der Uhren- und Schmuckmesse Baselworld und die niederländische Fussballmannschaft führte während der Europameisterschaft 2008 eine Veranstaltung im Hirzen Pavillon durch.

### Plattform für Nachwuchsförderung im kulturellen Bereich
Seit 2007 wurde im Hirzen Pavillon Talentförderung in den Sparten Musik, Literatur und Film betrieben. Zu diesem Zweck wurde 2007 ein hauseigener Kulturverein gegründet; der „Verein zur privaten Kulturpflege auf dem Bäumlihof“: Der Zweck des gemeinnützigen Vereins, der Anfang 2013 aufgelöst wurde, war das Bewahren, Beleben und Gestalten des kulturellen Lebens auf dem Bäumlihof, insbesondere als Veranstalter von kulturellen, spirituellen, wissenschaftlichen und gesellschaftlichen Anlässen. In Zusammenarbeit mit bestehenden Kultureinrichtungen sollten Kooperationen entwickelt werden, um in der Region wirkende Nachwuchstalente zu fördern. Das Präsidium hatten J. Rudolf und Elizabeth Geigy inne, die Geschäftsführung Krista Järvensivu. Als finanzielle Förderer wirkten Privatpersonen, Firmen und Organisationen sowie der Mäzen J. Rudolf Geigy.

#### Hirzen Pavillon Ensemble
Das Hirzen Pavillon Ensemble mit sieben Stipendienplätzen richtete sich an hochbegabte Studierende der Hochschule für Musik Basel. Es umfasste Streichquartett, Klavier, Klarinette sowie eine Singstimme. Die Ensemblemitglieder erhielten im Rahmen ihres Hochschulstudiums sowie von externen Musikerpersönlichkeiten gezielten Kammermusikunterricht. Der Verein unterstützte die Entwicklung der Ensemblemusiker und organisierte deren öffentliche und private Auftritte im Hirzen Pavillon. Insgesamt übten sich 18 ausgewählte Studierende der Musikhochschule Basel jeweils bis drei Jahre in der Auftrittspraxis und erhielten Förderbeiträge.
Die verschiedenen Gefässe des Hirzen Pavillon Ensembles nannten sich „Nachwuchs und Nostalgie“, „Hirzen Pavillon Ensemble Plus“ und „Winterkonzerte a piacere“. In deren Rahmen führten die Stipendiaten Konzertproduktionen in Zusammenarbeit mit arrivierten Musikerinnen, mit ehemaligen Ensemble-Stipendiaten und anderen gastierenden Musikstudentinnen beziehungsweise musikalischen Leitern durch und betätigten sich auch als Programmgestalter.
Zweckgebundene finanzielle Förderung für das Ensemble und die einzelnen Projekte erfolgte durch die Bank Sarasin & Cie AG, die Notenstein Privatbank AG und die August Pickhardt-Stiftung. Fachliche Unterstützung bei der Auswahl der Stipendiaten für die musikalischen Förderprogramme erhielt der Verein zur privaten Kulturpflege auf dem Bäumlihof von der Hochschule für Musik der Musik-Akademie Basel.

#### Buchpreis Hirzen
Der Buchpreis Hirzen wurde im Januar 2010 zum ersten Mal ausgeschrieben. Der Literaturwettbewerb richtete sich an den Deutsch (auch Dialekt) schreibenden Nachwuchs zwischen 18 und 35 Jahren; eingereicht werden konnten erschienene oder geplante Erstpublikationen eines erzählenden Werks. Die Auszeichnung war jeweils mit einem Preisgeld von 3000 Franken dotiert. Zum Förderpreis gehörte zudem eine nach Wunsch zwei- bis dreiwöchige Reise inklusive Hotelunterkunft in eine der Europäischen Kulturhauptstädte.
Den ersten Buchpreis Hirzen gewann 2010 die Zürcher Autorin Lea Gottheil mit ihrem Roman „Sommervogel“, der ein Frauenschicksal in den 1930er-Jahren schildert. 2011 holte der Hamburger Markus Flohr mit „Wo samstags immer Sonntag ist“ den Preis ab. Er verarbeitete in seinem Roman seine Erlebnisse eines einjährigen Israel-Aufenthalts. Der Preisträger des dritten und letzten Buchpreises Hirzen heisst Elias Wagner. Der Münchner schildert in „Vom Liebesleben der Mondvögel“, wie ein 15-jähriger Insektenliebhaber versucht, mit der tiefen Krise seines Vaters und nebenbei auch noch mit den eigenen Nöten fertigzuwerden. Die Finalistinnen des Jahres 2010 waren Julia Blesken mit „Ich bin ein Rudel Wölfe“ und Julia Gäbel mit „Pittys Blues“. Im Finale 2011 waren Tino Hanekamp mit „So was von da“ und Ulrike Almut Sandig mit „Flamingos“. 2012 waren es Nina Bussmann mit „Grosse Ferien“ und Lisa-Maria Seydlitz mit „Sommertöchter“.
Die Ausrichtung der drei Literaturpreise wurde finanziell durch die Gemeinde Riehen und die Privatbank Clariden Leu AG unterstützt. Fachliche Unterstützung bei der Gründung des Literaturwettbewerbs bot die Arena Literatur-Initiative Riehen. Das Bühnenprogramm der Preisverleihungen fand in Kooperation mit dem Theater Basel statt.

#### Winner-Dinner
Der Förderpreis „Winner-Dinner“ im Hirzen Pavillon für den Gewinner oder die Gewinnerin des „Gässli Film Festivals“, das jährlich im Basler Gerbergässlein stattfindet und Jungregisseuren sowie Debüt-Kurzfilmern eine Präsentationsmöglichkeit bietet, wurde 2011 und 2012 ausgerichtet. Der Verein zur privaten Kulturpflege auf dem Bäumlihof veranstaltete den Anlass jeweils gemeinsam mit dem Gässli Film Festival. Mit dieser Plattform für Nachwuchsfilmer setzte sich der Verein dafür ein, gefälligen, oberflächlichen Veranstaltungen eine seriöse und ambitionierte Form von Präsentationen und Unterstützung entgegenzuhalten. Das Winner-Dinner fand im Beisein von geladenen Gästen statt.
Sieger des Wettbewerbs 2011 waren Jan Mettler und Jan-Eric Mack mit dem Film „Ronaldo“, der einen zwölfjährigen Buben beim Fussballspiel zeigt und mit beeindruckenden Special- und Visual-Effects aufwartet. 2012 wurde Felix Schaffert zum Winner-Dinner geladen. Sein Film „Der Räuber“ handelt von Kindesmissbrauch und überzeugt insbesondere durch die Leistung der jungen Schauspielerin Ella Huesler. Die beiden Winner-Dinner wurden finanziell von der Dominick Co. Privatbank AG unterstützt.

## Architektur und künstlerische Ausstattung

### Pavillon

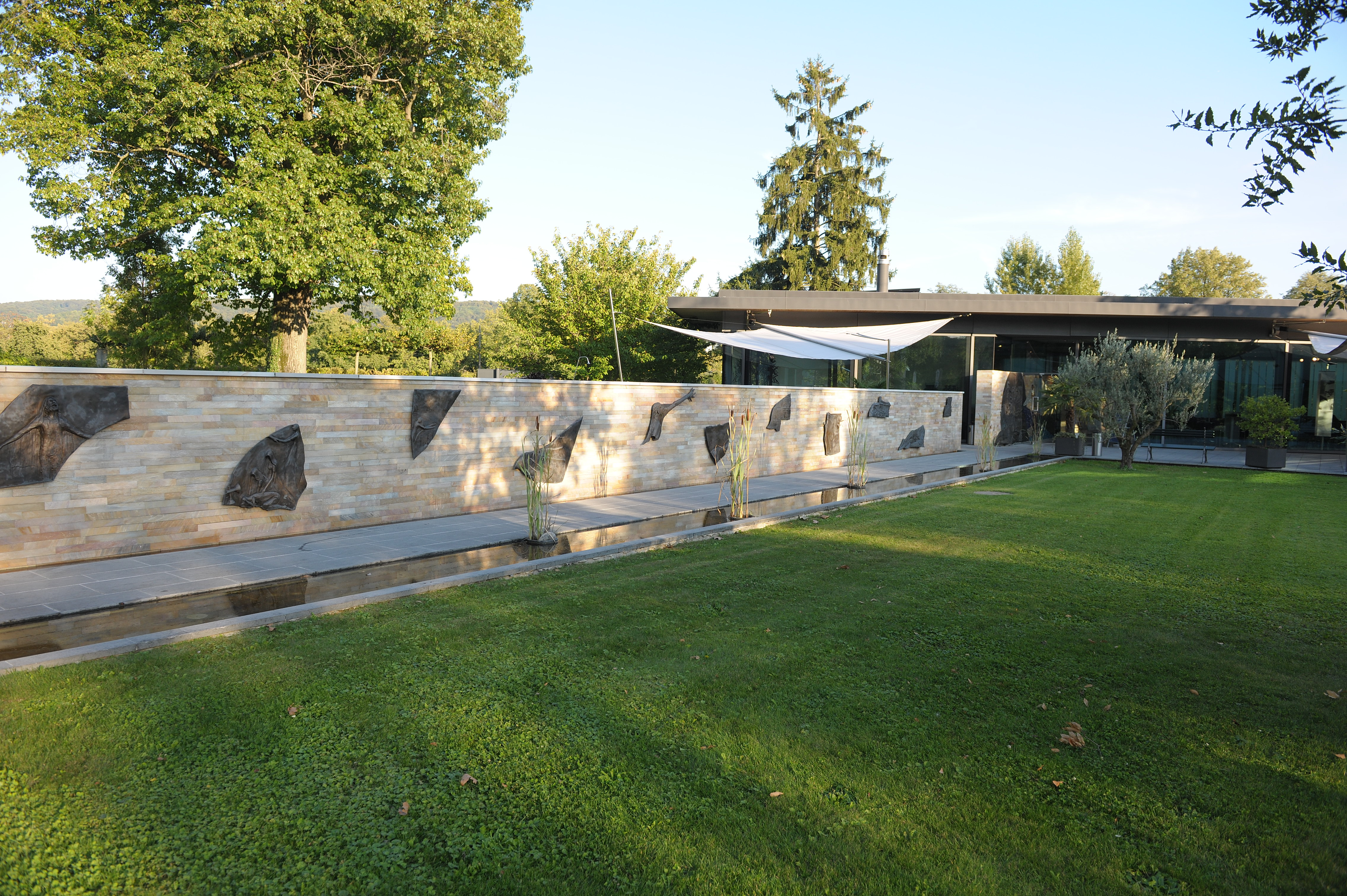
Zwölf Bronzefragmente, ein Teil des „Esther-Reliefs“ von Rick Wienecke, zieren die Mauer entlang des Wegs, der zum Hirzen Pavillon führt.

Die mit der Planung beauftragten Architekten des Berner Architekturbüros Gauer Itten Messerli Architekten AG haben mit dem transparenten Hirzen Pavillon einen schlichten Baukörper geschaffen, der seine Spannung durch Überlagerungen von Licht, Wasser, Stein und Glas erfährt. Eine vollflächig verglaste Fassade unter einer leicht auskragenden Dachplatte lässt das Gebäude als schwereloser, langgestreckter Pavillon erscheinen. Das untere Geschoss mit Schulungs-, Seminar- und technischen Nebenräumen ist in den Boden eingelassen und wird auf drei Seiten von einem aus dem Park unsichtbaren Lichtgraben umgeben.
Die Fassade ist nicht nur Hülle, sondern bildet mit ihren Ausweitungen im Inneren des Pavillons Räume und Zonen. Dadurch entstehen gleichzeitig eine Abgrenzung und ein Einbinden des Aussenraums in den Innenraum. Dazu trägt auch der Umstand bei, dass sich mit Senkfenstern grössere Fassadenbereiche öffnen lassen. Im Innenraum überlagern sich nicht nur die verschiedenen Funktionen von Vortragssaal, Medienraum und Lounge, sondern auch das natürliche und das künstliche direkte und indirekte Licht, das sich je nach Tagessituation und Lichtintensität stets verändert.
Die wohl augenfälligste Verbindung zwischen Innen- und Aussenraum ist die Quarzitsteinmauer, die von der Parklandschaft her in einem spitzen Winkel die Glasfassade durchdringt. Sie gliedert Raum und Baukörper und geleitet den Besucher über Wasserflächen in den Pavillon. Auch das Wasser, das in verschiedenen Tiefen die Mauer umspielt, setzt sich in den Pavillon hinein fort.

### Landschaftsarchitektur

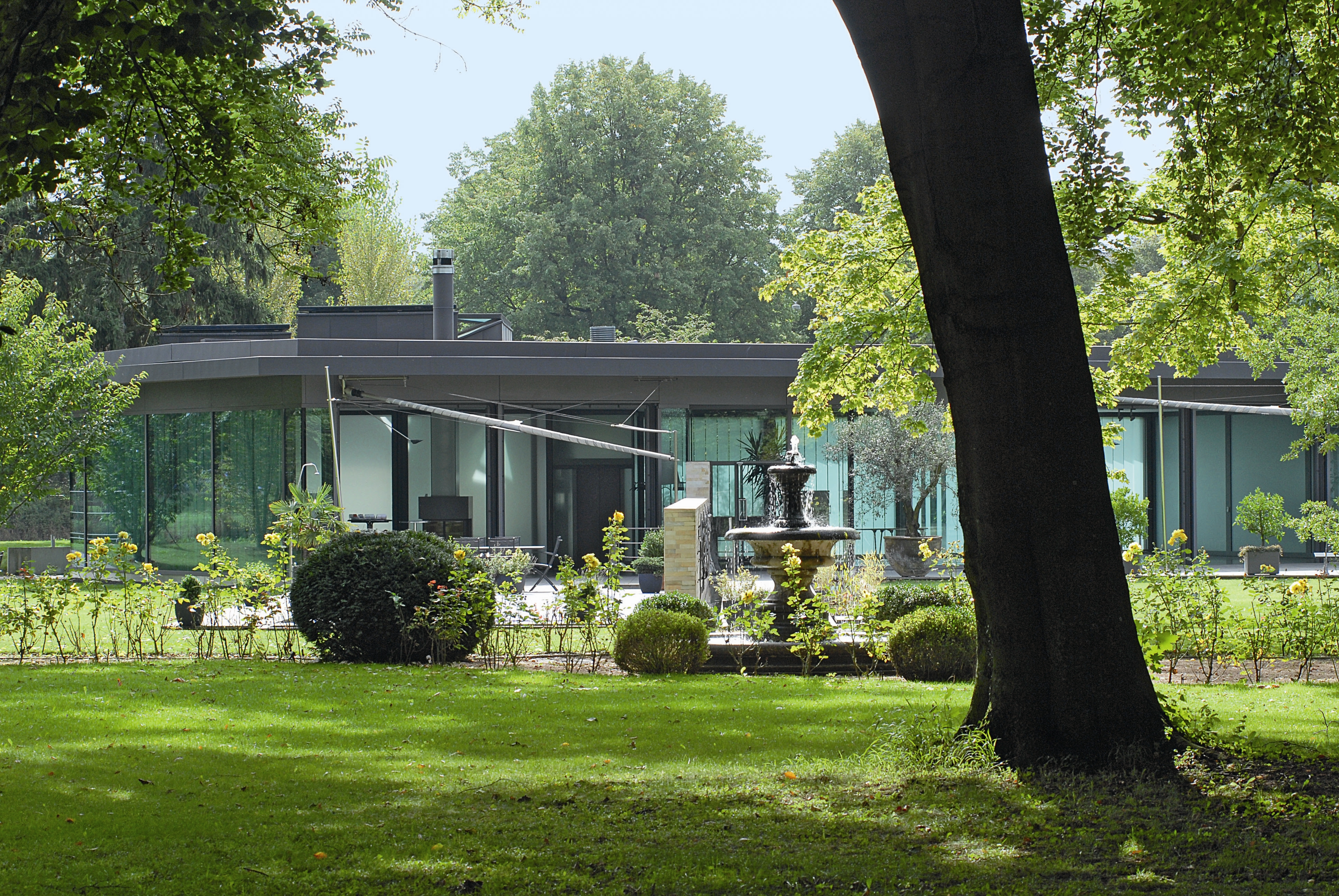
Die Sträucher und der Zierbrunnen in der Umgebung des Hirzen Pavillons verbinden die feudale Parkkultur vor hundert Jahren mit moderner Architektur.

Die tiefgreifende Strukturänderung der Parkanlage durch den Bau des Hirzen Pavillons stellt in der ereignisreichen Geschichte des Gartens kein Novum dar. Insbesondere machte die Koexistenz von barocken sowie von idealisierten naturnahen Elementen aus dem Gestaltungsrepertoire des Englischen Landschaftsgartens deutlich, dass der Park immer wieder dem jeweiligen Zeitgeist entsprechende Wandlungen erfahren hat. Daher war die Zielvorgabe für die beauftragten Landschaftsarchitekten Schönholzer + Stauffer aus Riehen, beim jüngsten Eingriff in die Parksubstanz dem vorhandenen Spannungsfeld zwischen Ursprünglichem und Neuzeitlichem Rechnung zu tragen. Die Grosszügigkeit des Ortes sollte bewahrt und der spannende Dialog der alten und neuen baulichen Elemente in der Parkanlage fortgesetzt werden.
Um die neuzeitlichen und historischen Gartenelemente miteinander zu verschmelzen, wurden neue Sichtachsen und Blickwinkel ins Gestaltungskonzept aufgenommen. Beispielsweise wurden in der Peripherie des Pavillons als Ergänzung zu den Weiten der offenen Felder Zierkirschen- und Zierapfelbäume gepflanzt. Die baulichen Gartenelemente des Südteils sind dem Gestaltungskonzept des Pavillons entsprechend aus neuzeitlichen Materialien geschaffen. Die Umgebung der Villa sowie der Nordteil des Parks hingegen lehnen sich grundsätzlich an das Bestandene an. Dennoch erhielten auch diese Bereiche mit dem grosszügigen Vorplatz und der neuen Zufahrt zur Villa, der Parkerweiterung in nördliche Richtung sowie dem Bachlauf mit seinem imposanten Quellstein ein neues Gesicht. Auffällige Rosenrondelle, Zierstaudenrabatten und exotische Topfpflanzen setzen Akzente in unmittelbarer Nähe zur Villa und erinnern an die feudale Parkkultur vor hundert Jahren.

### Esther-Relief

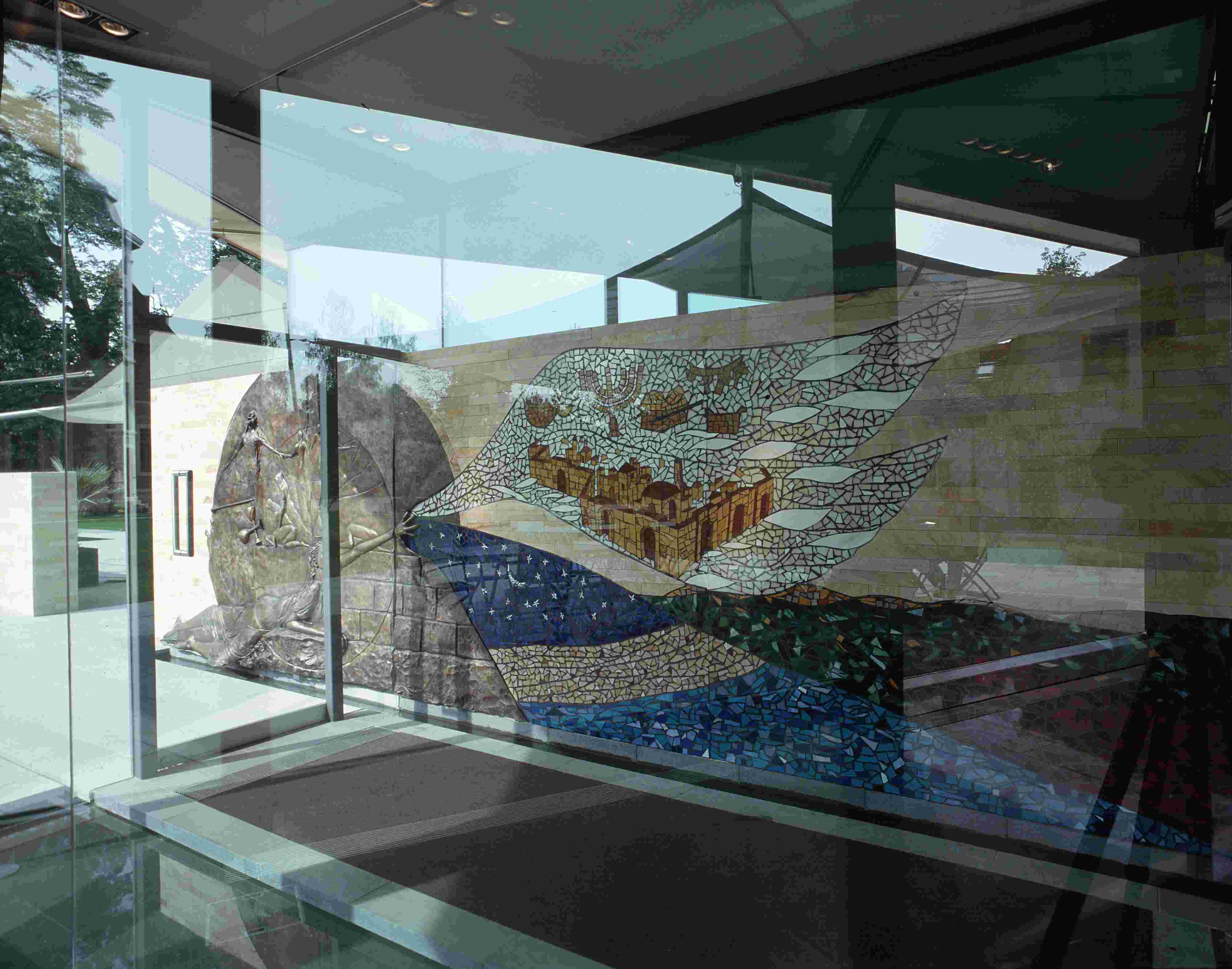
Das „Esther-Relief“ von Rick Wienecke, aus zwei Bronzen und einem Glasmosaik bestehend, verbindet den Aussen- und den Innenraum des Hirzen Pavillons.

Wie der Hirzen Pavillon im Allgemeinen und die Quarzitsteinmauer im Besonderen ist auch das Esther-Relief des Künstlers Rick Wienecke als verbindendes Element von Innen- und Aussenraum angelegt. Das Werk besteht aus drei Hauptteilen: Den ersten Teil bilden zwölf an der niedrigen Mauer angebrachte Bronzefragmente, an denen die Pavillon-Besucher auf dem Weg zum Eingang vorbeigehen. Der zweite Teil ist ein grossformatiges Bronzerelief, das unmittelbar beim Eingang des Pavillons an der hohen Mauer installiert ist, sodass es sich zur Hälfte drinnen und zur Hälfte draussen befindet. Würde man die zwölf Bronzefragmente des ersten Teils zusammenfügen, erhielte man ein zweites identisches Relief. Der dritte Teil ist ein buntes Glasmosaik unmittelbar neben dem Bronzerelief, das sich weiter in den Innenraum des Pavillons fortsetzt.
Thema des Kunstwerks ist das Buch Esther der hebräischen Bibel beziehungsweise des Alten Testaments. Der Künstler stellte die unter Lebensgefahr vorgebrachte Fürbitte Esthers vor König Ahasveros für die Rettung des jüdischen Volkes sowie die Antwort auf die Fürbitte dar. Die zwölf Bronzefragmente stehen hierbei für die Ereignisse, die zur Fürbitte Esthers führen und symbolisieren zugleich die zwölf Stämme Israels. Auf dem grossformatigen Bronzerelief ist die Handlung des Buchs Esther symbolisch dargestellt. Im Vordergrund ist Esther in demütiger Haltung zu sehen. Der dritte Teil des Werks, das Mosaik, ist als die positive Antwort zu verstehen, die Esther auf ihre Fürbitte erhalten hat.